# Retiro lanceolatus
Retiro lanceolatus är en spindelart som först beskrevs av Jehan Vellard 1924.  Retiro lanceolatus ingår i släktet Retiro och familjen mörkerspindlar. Inga underarter finns listade i Catalogue of Life.